# Expanathuridae
Expanathuridae (лат.) — семейство мелких морских равноногих раков (Isopoda).

## Описание
Тело в 10—15 раз длиннее ширины, у самцов редко более вытянутое (перейонит 7 шире длины, намного короче перейонита 6). Плеониты 1—5 вместе не более чем вдвое длиннее ширины, свободные и сочленённые или слитые; с волосками на краях эпимер или задних краях плеонит 5 и иногда плеонит 4. Жгутик антенны 2 из менее чем 10 члеников, короче стебелька, или из многочисленных члеников, длиннее или короче стебелька. Ротовые части не выдаются вперёд. Мандибула сужающаяся, резцы простые, или компактные и со слабозазубренным поперечным резцом (редко). Конечный членик максиллипеда, достигающий 3-го членика, или отсутствует или утрачен: членик узкий и сужающийся дистально к округлой вершине (длина в 3 раза больше ширины) или редуцированный, дигитиформный (Eisothistos), с 5 свободными члениками или с 2 или более сросшимися члениками. Карпус перейопод 2 и 3 не развит или слабо развит постеродистально; проподус с 1 крупной сетой в дополнение к постеродистальной крупной сете, или только с постеродистальной крупной сетой, или без постеродистальной крупной сеты. Проподусы перейопод 4—7 с более чем 1 крупной сетой в дополнение к постеродистальной крупной сетой, или только с постеродистальной крупной сетой. Проподус перейопода 7 с переднебороздчатыми зубчатыми волосками. Плеоподы: экзопод и эндопод плеопода 1 вместе слабо оперкулированы, или экзопод плеопода I только оперкулирован (только Expanathura). Статоцисты отсутствуют. Найдены во всех океанах, кроме Северного Ледовитого.

## Классификация
На май 2024 семейство включает 7 родов.
- Coralanthura Poore & Kensley, 1981
- Eisothistos Haswell, 1884
- Expanathura Wägele, 1981
- Heptanthura Kensley, 1978
- Minyanthura Kensley, 1982
- Panathura Barnard, 1925
- Rhiganthura Kensley, 1978